# Valdemar Schiøler Linck
Valdemar Thorwald Schiøler Linck (26. oktober 1878 i København – 6. september 1952 på Frederiksberg) var en dansk skuespiller, der oprindelig var uddannet indenfor manufakturhandel, men som via diverse amatørforestillinger kom ind på skuespillervejen med debut i 1897 på Faaborg Teater. Sidenhan optrådte han bl.a. på Sønderbros Teater, Apollo Teatret, Nørrebros Teater og Det ny Teater. Specielt han scene-samspil med Carl Fischer vakte stor begejstring. I 1936 sang Schiøler Linck den meget berømte vise Ih, hvor er det kommunalt og var i det hele taget en meget benyttet revyskuespiller. På filmområdet medvirkede han i en række stumfilm og et par håndfulde talefilm. Han var gift to gange.

## Filmografi
- Odds 777 – 1932
- De blaa drenge – 1933
- Så til søs – 1933
- Nyhavn 17 – 1933
- Den ny husassistent – 1933
- Nøddebo Præstegård – 1934
- Sjette trækning – 1936
- Bolettes brudefærd – 1938
- Ballade i Nyhavn – 1942
- Det kære København – 1944
- Far betaler – 1946